# Новокосинский сельсовет
Новокосинский сельсовет  — административно-территориальная единица и муниципальное образование со статусом сельского поселения в Бабаюртовском районе Дагестана Российской Федерации.
Административный центр — село Новая Коса.

## Населённые пункты
На территории сельсовета находятся населённые пункты:
| № | Населённый пункт | Тип населённого пункта       | Население |
| - | ---------------- | ---------------------------- | --------- |
| 1 | Новая Коса       | село, административный центр | ↗730      |
| 2 | Оразгулаул       | село                         | ↘6        |

## Население
| 2002 | 2010 | 2012 | 2013 | 2014 | 2015 | 2016 |
| ---- | ---- | ---- | ---- | ---- | ---- | ---- |
| 580  | ↗720 | ↗734 | ↘701 | ↘670 | ↗684 | ↘682 |
| 2017 | 2018 | 2019 | 2020 | 2021 | 2023 | 2024 |
| ↘677 | ↘661 | ↘653 | ↘650 | ↗736 | ↘733 | ↗745 |
| 2025 |      |      |      |      |      |      |
| ↘739 |      |      |      |      |      |      |